# Rhabdadenia
Rhabdadenia là chi thực vật có hoa trong họ Apocynaceae.